# Сонс, Морис
Морис Сонс (англ. Maurice Sons, настоящее имя Мозес, англ. Mozes; 13 сентября 1857, Амстердам — 28 сентября 1942, Лондон) — английский скрипач нидерландского происхождения.
Учился в Брюссельской консерватории у Генрика Венявского и Жана-Батиста Колинса. В 1877 году благодаря нидерландской королевской стипендии отправился в Дрезден в Консерваторию Кранца, где занимался под руководством Эдуарда Раппольди.
В 1880—1885 гг. преподавал в швейцарском Шаффхаузене. Затем отправился в Глазго, где возглавил Оркестр хорового союза. Одновременно преподавал в городском Атенеуме и руководил струнным квартетом (среди других участников ансамбля некоторое время был Карл Пининг). В 1900 году дебютировал как солист в Лондоне, исполнив скрипичный концерт Антонина Дворжака. Окончательно обосновался в столице в 1903 году, заняв место профессора скрипки в Королевском колледже музыки; среди его учеников, в частности, Сэмюэл Кучер. В 1904 году стал концертмейстером в Оркестре Куинс-холла и таким образом на протяжении многих лет был одной из ключевых фигур в Променадных концертах.
С 1927 г. на пенсии.
Портрет Сонса, играющего на скрипке, написан Альма-Тадемой (1896).